# Fly-by-wire
Fly-by-wire - FBW (»letenje po žici«) je elektronski sistem za posredno upravljanje zrakoplovov, ki deluje tako, da pilotove ukaze pretvori v digitalno obliko in posreduje računalniku, ta pa ukaze obdela in jih pošlje hidravličnim aktuatorjem, ki ustrezno premaknejo površine za krmiljenje. Omogoča tudi samodejne funkcije, ki ne zahtevajo pilotovega posredovanja, npr. stabilizacija leta.. Obstajata dve verziji in sicer starejši analogni ter novejši digitalni, ki poleg prenosa signalov le-te še računalniško obdeluje. Zaradi varnosti ima 3 ali 4 povsem neodvisne kanale.
V sodobnih letalih nadomešča starejše hidravlične sisteme za neposredno (ročno) upravljanje. Prvo potniško letalo s tem sistemom je bilo Airbus A320. Pri Boeingu ima sistem FBW 777 in 787. Prvo poslovno letalo s tem sistemom je bil Dassault Falcon 7X. Sistem FBW uporablja tudi ameriški Space Shuttle. Poleg manjše teže ima tudi druge prednosti, kot so zagotavljanje avtomatske stabilnosti, kar je zelo pomemebno pri vojaških letalih, ki so namerno grajena aerodinamično nestabilna, za večjo sposobnost manevriranja. Sistem omogoča varno letenje tudi vojaškim letalom B-2 in F-117, ki so aerodinamično manj stabilna na račun zmanjšanja radarskega preseka.
Podoben sistem je Fly-By-Optics, ki namesto žic uporablja optična vlakna. Obstaja tudi brezžični sistem Fly-By-Wireless. Naslednji korak je razvoj novega sistema Power-By-Wire ki se znebi hidravličnih sistemov in namesto njih uporablja električne aktuatorje.
Fly-by-wire ni isto kot Flight management system (FMS) ali pa avtopilot. Slednja dva sta sistema za avtomatizijo leta, sta pa velikokrat povezana s sistemom fly-by-wire. Nekatera letala kot npr. Boeing 737 imajo FMS in avtopilota, nimajo pa sistema fly-by-wire.